# Heterochone hamata
Heterochone hamata är en svampdjursart som först beskrevs av Schulze 1886.  Heterochone hamata ingår i släktet Heterochone och familjen Aphrocallistidae. Inga underarter finns listade i Catalogue of Life.